# Ivan Bordi
Ivan Bordi (ur. 21 stycznia 1938 w Târgu Mureș, zm. 28 czerwca 2021 w Redwood City) – rumuński piłkarz wodny. Reprezentant kraju na igrzyskach olimpijskich w 1956 w Melbourne.
Na igrzyskach wystąpił w 4 meczach, nie strzelił żadnej bramki.